# Telijînți, Izeaslav
Telijînți (în ucraineană Теліжинці) este localitatea de reședință a comunei Telijînți din raionul Izeaslav, regiunea Hmelnîțkîi, Ucraina.

## Demografie
Componența lingvistică a localității Telijînți
     Ucraineană (98,79%)
     Rusă (1,21%)
Conform recensământului din 2001, majoritatea populației localității Telijînți era vorbitoare de ucraineană (98,79%), existând în minoritate și vorbitori de rusă (1,21%).